# Freie Wahl (1576)
Die Freie Wahl von 1576 war die insgesamt zweite ihrer Art zur Bestimmung des Königs und Großfürsten der Königlichen Republik der polnischen Krone und des Großfürstentums Litauen durch den Adel in seiner Gesamtheit. Sie fand zwischen dem 8. November 1575 und 1. Februar 1576 statt. In der Nacht vom 28. zum 29. Juni 1574 verließ König Heinrich III. Polen, um die französische Krone in Anspruch nehmen zu können. Polen-Litauen war somit ohne Herrscher und musste durch ein Interregnum regiert werden. Die Zwischenregierung endete mit einer Doppelwahl; Stephan Báthory wurde nach monatelangen Verhandlungen neuer König.

## Hintergrund

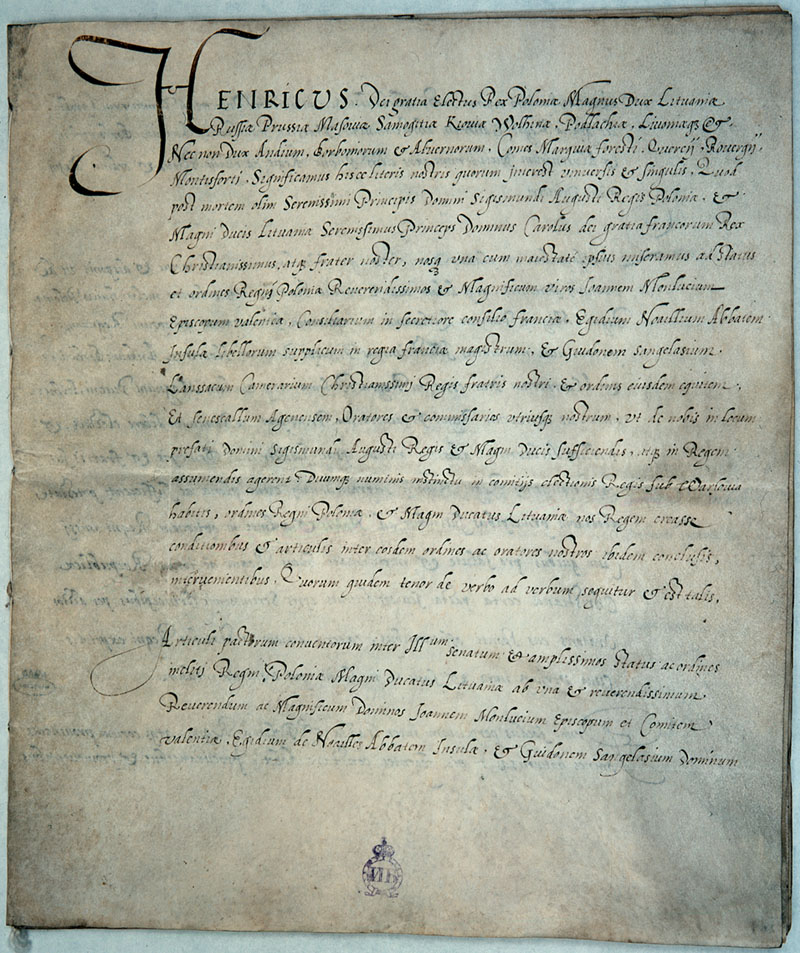
Pacta conventa

Als Heinrich III. von dem Tod seines Bruders Karl IX. erfuhr, begab er sich auf Anraten seiner Mutter Caterina de’ Medici nach Frankreich, um dort neuer König zu werden. Auch nach dem Verlassen des Staatenbundes titulierte er sich weiterhin als polnischer König und repräsentierte in Frankreich die Interessen des Königreichs Polen. Seine Abreise wurde schon zuvor in Betracht gezogen. Anna Jagiellonica sollte, nach einer Heirat mit Heinrich, in Polen regieren und die Herrschaft in zwei Ländern ermöglichen.
Dem Staatenbund drohte aufgrund der offenen Herrschaftsfrage Anarchie. Um dem entgegenzuwirken, berief der Primas Poloniae gegen Ende August 1574 eine Versammlung aus Szlachta und Senatoren ein, wobei Vertreter vom Großfürstentum Litauen, Herzogtum Livland und Preußen königlichen Anteils außen vor gelassen wurden. Die katholische Partei sprach sich dafür aus Heinrich III. auch weiterhin als polnischen König anzusehen. Die Mehrheit befürwortete jedoch ein Interregnum. Im Rahmen einer Kompromisslösung wurde Heinrich dazu aufgerufen bis zum 12. Mai 1575 zurückzukehren.
Am selbigen Tag erfolgte eine Zusammenkunft in Stężyca. Auf dem Treffen konnten keine Entscheidungen erzielt werden, lediglich die Fronten zwischen Habsburgern und „Anti-Habsburgern“ verhärteten sich. Die Pattsituation endete mit der Invasion von Tataren in Rotruthenien und Podolien bei der viele Menschen in Gefangenschaft kamen. Der Primas konnte durch die Mehrheit im Senat eine Zwischenregierung verkünden.

## Konvokationssejm

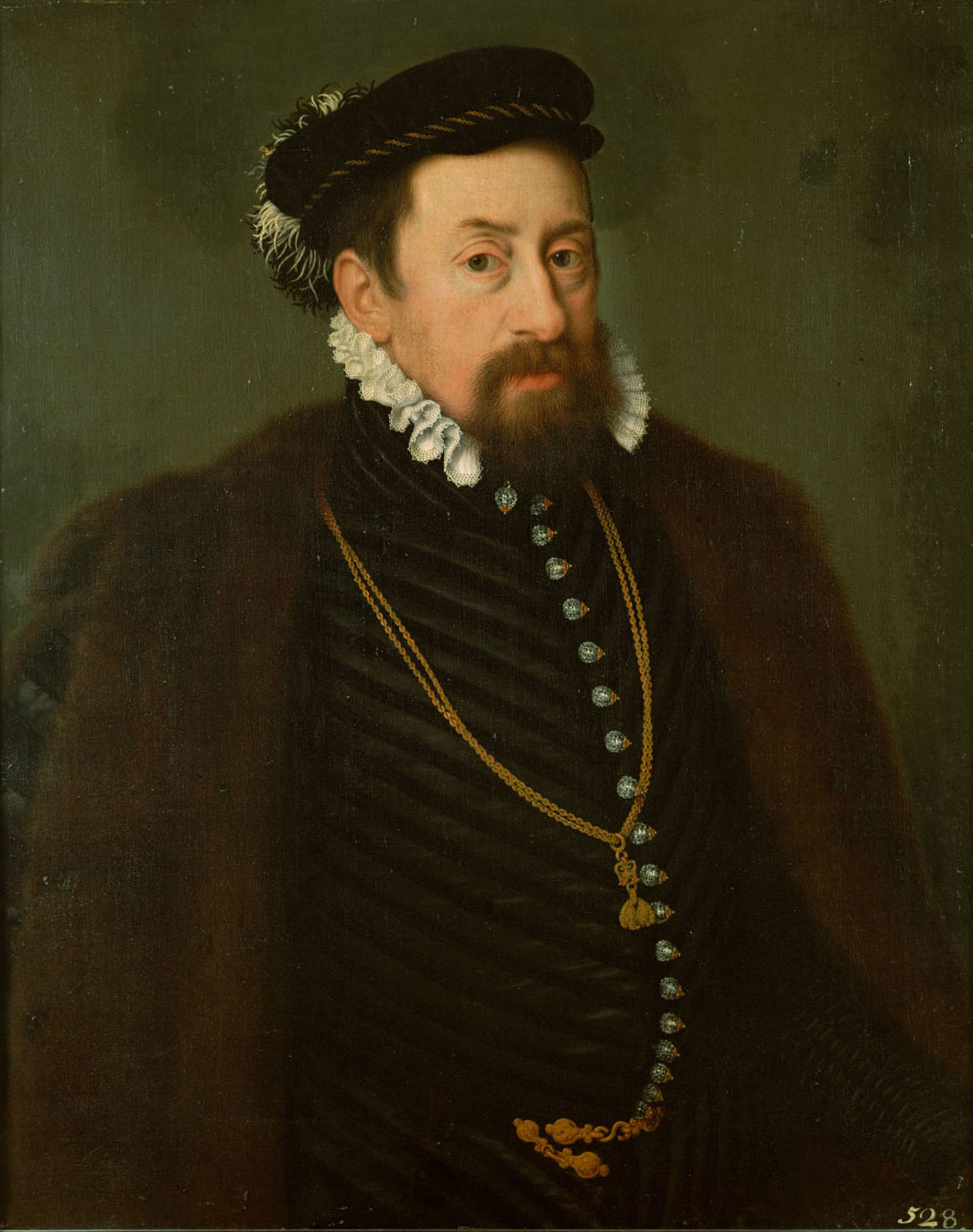
Maximilian II.

Der Primas legte den Konvokationssejm (pl. Sejm konwokacyjny) auf den 3. Oktober 1575 fest, welcher sich für den 7. November 1575 als Wahltermin entschied. Das französische und habsburgische Lager, welches vom Primas Jakub Uchański und der Mehrheit im Senat repräsentiert wurde, sprach sich für Maximilian II. aus. Durch sein Versprechen Urteile von Kirchengerichte zu vollstrecken erhielt er die Unterstützung des Episkopats. Zusätzlich wurde er von Protestanten, einem Großteil der Magnaten und preußischen Städten begrüßt.
Gegen seine Kandidatur wandte sich die Szlachta, war aber nicht im Stande einen eigenen Bewerber aufzustellen. Einen „Piasten“ konnte sich Jan Zamoyski vorstellen. Johann III. und Stephan Báthory kamen als mögliche Gegenkandidaten in Frage. Eine große Rolle spielten die türkischen Botschafter. Sie gaben ihre Empfehlung für einen „Piasten“, Johann III., oder Stephan Báthory ab. Die Wahl Maximilians könnte die bisherige türkische Friedenspolitik gegenüber dem Staatenbund gefährden.

## Wahl

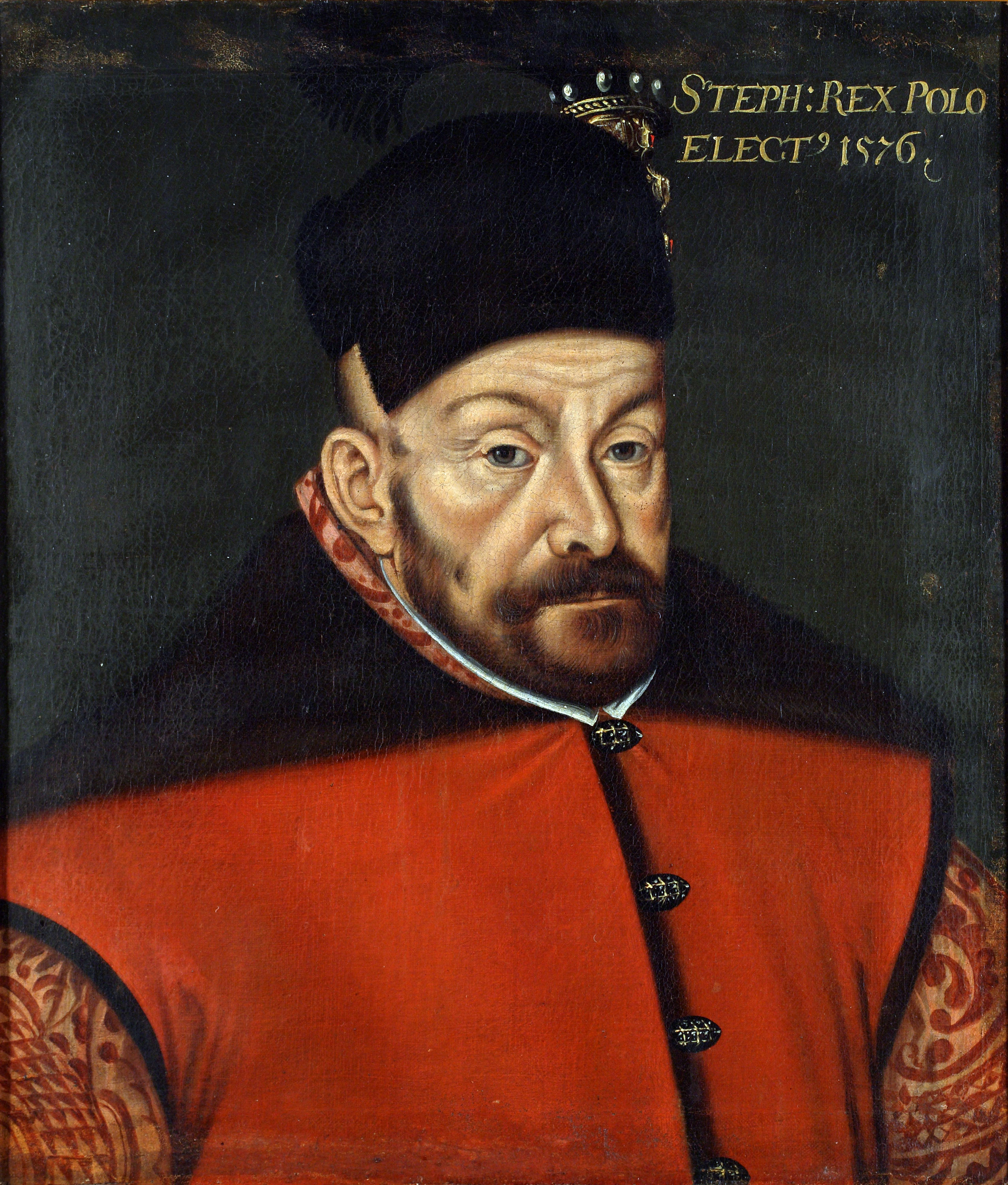
Stefan Batory

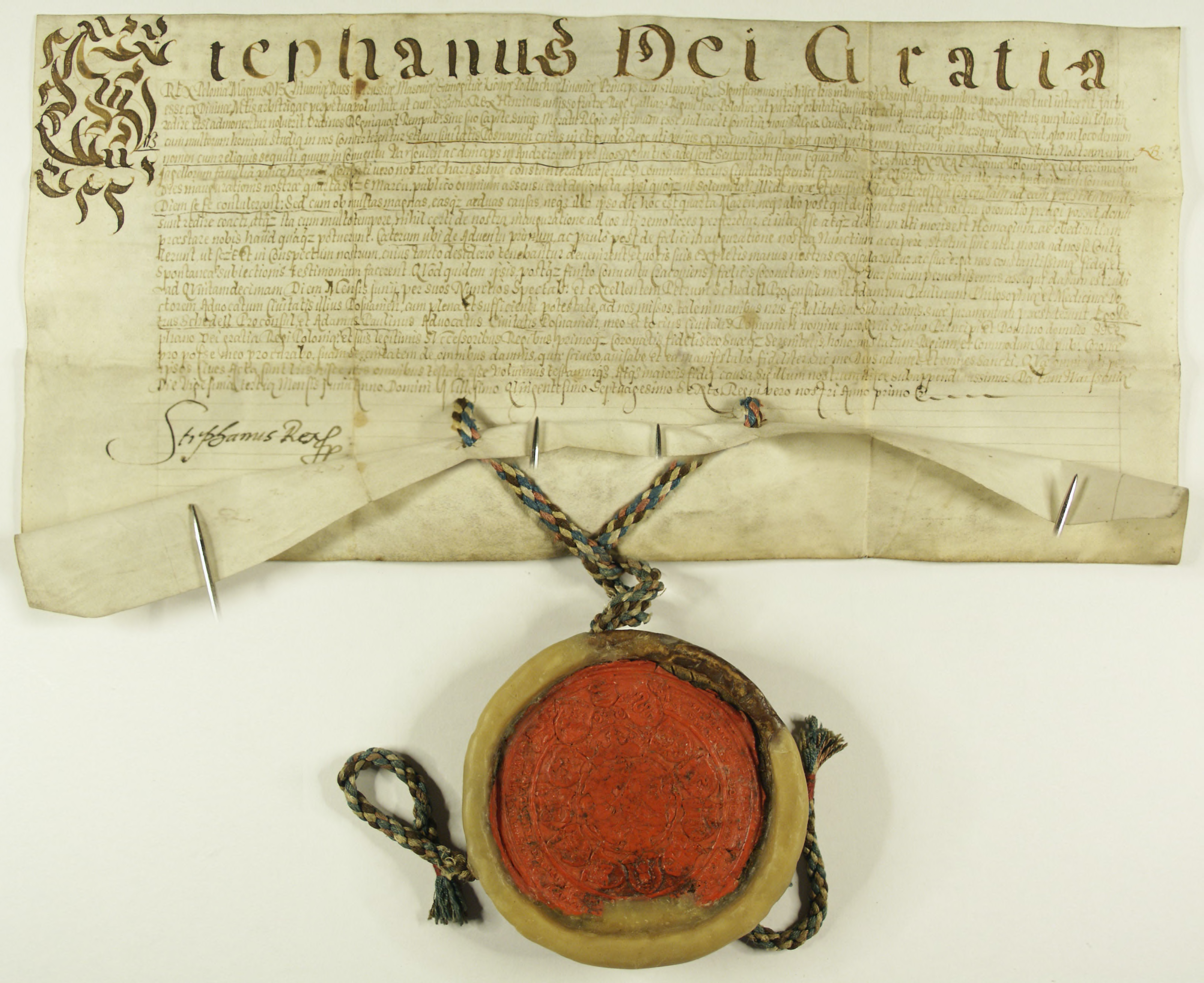
Stephan Báthory bescheinigt die Teilnahme von Abgeordneten der Stadt Posen während der Wahl (aus dem Staatsarchiv Posen)

Der Wahlsejm (pl. Sejm elekcyjny) begann am 8. November 1575 mit dem Anhören von Vertretern der Königsanwärter. Im Senat war Maximilian II. auch weiterhin Favorit, wohingegen sich unter den Abgeordneten des Sejm Anhänger eines „Piasten“ (Jan Zamoyski, Mikołaj Sienicki) beziehungsweise von Stephan Báthory (Andrzej Zborowski) wiederfanden.
Am 12. Dezember 1575 kam es zu einem Ende der Auseinandersetzung, als Primas Jakub Uchański unter Druck des Nuntius Vincenzo Lauro die Wahl von Maximilian II. zum König von Polen und Großfürsten von Litauen bekannt gab. Die auf dem Wahlfeld in Wola versammelte Szlachta wurde nicht einbezogen und fühlte sich gekränkt; es kam zu Schüssen auf den Primas. In Anbetracht dessen gelang es der Szlachta sich über einen Kandidaten zu einigen. Die Aussichten für Stephan Báthory verbesserten sich, nachdem er in Siebenbürgen seinen Rivalen Kasper Bekiesz besiegt hatte. Der Kleinadel entschied sich gemäß der Empfehlung von Zamoyski und Tęczyński für die Wahl von Anna Jagiellonica zur Königin, die mit Báthory verheiratet werden sollte. Der Sieg des jeweiligen Kandidaten wurde von der Krönung in der Wawel-Kathedrale abhängig gemacht.

## Krönung

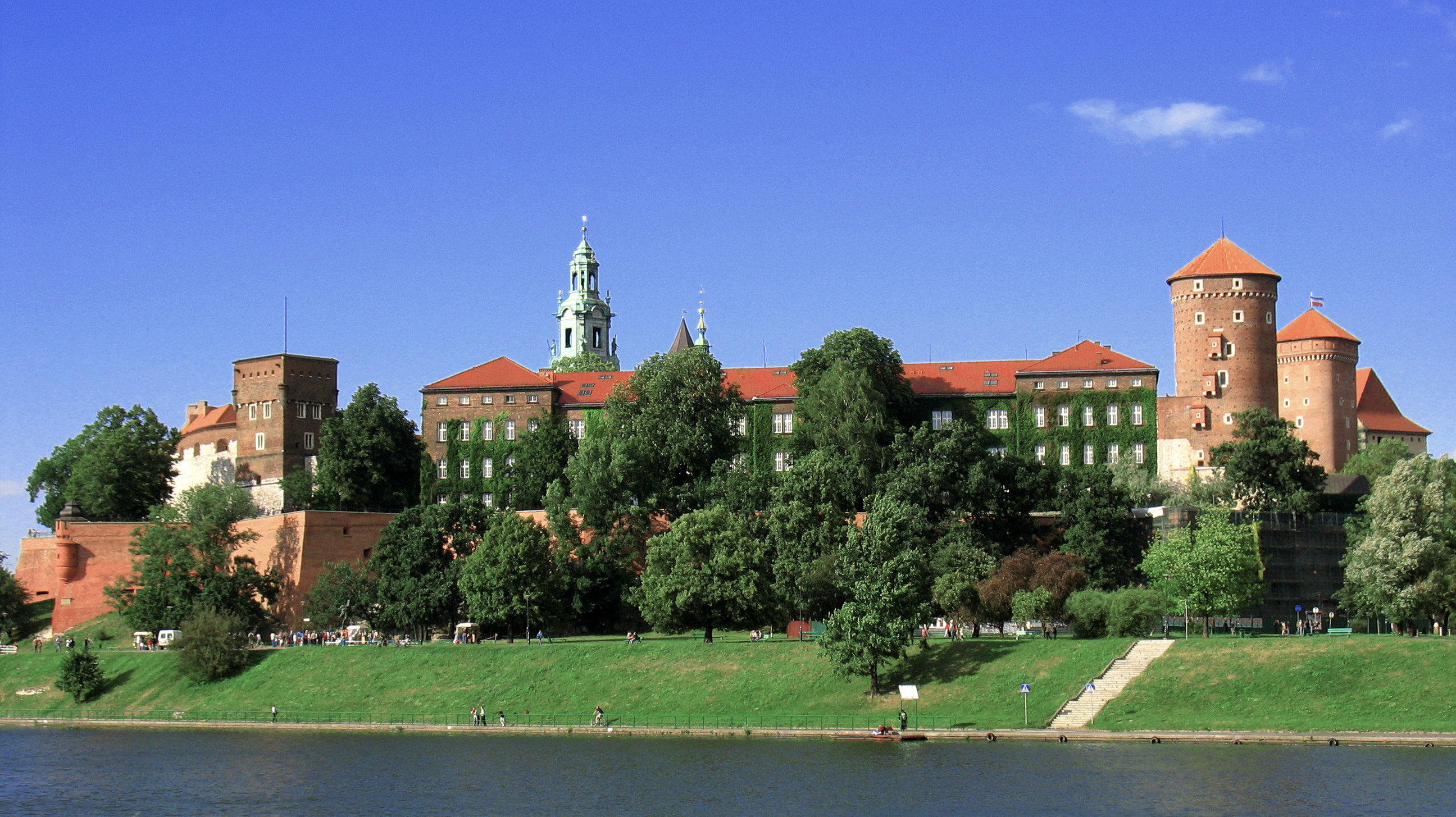
Ansicht vom Wawel

Báthorys Anhängerschaft traf sich am 18. Januar 1576 in Jędrzejów und erschien einen Monat später in Krakau. Die Sympathisanten stammen größtenteils aus Rotruthenien, unter denen sich die ehemaligen Senatoren Andrzej Zborowski und Stanislaus von Gorka sowie der Bischof aus Kujawien Stanisław Karnkowski fanden. Vergleichsweise erschienen die Unterstützer des Kaisers lustloser. Nach Jędrzejów kamen Gesandte des Kaisers, die anstatt der Krönung von Maximilian II. für Ernst von Österreich warben. Mit dem Arianer Hieronim Filipowski erschien auch ein Beauftragter von Báthory.
Eine Tagung vom 1. Februar 1576 bestätigte die Wahl von Stephan Báthory und datierte seine Krönung auf den 4. März 1576. Am 8. Februar 1576 legte er in der Kathedrale von Mediaș einen Eid auf die Pacta conventa ab. Er versicherte das von Iwan IV. besetzte Territorium wiederzuerlangen. Daraufhin bereitete Báthory seine Reise nach Polen vor. Maximilian II. gab sich selbstbewusst und war über seinen Gegenkandidaten nicht beunruhigt. Er verzichtete einen Vertreter zum Treffen seiner Gefolgsleute in Łowicz zu entsenden und stritt mit polnischen Abgeordneten über die Form der Pacta conventa, die er am 23. März 1576 in der Wiener Augustinerkirche unterzeichnet hatte. Am 4. März 1576 fand in Krakau der Krönungssejm (pl. Sejm koronacyjny) statt, wo die Botschafter von Báthory die vereidigte Pacta conventa präsentierten. Am 6. April 1576 passierte der Fürst von Siebenbürgen die Grenze und erschien am 18. April in feierlicher Ankunft in Krakau.
Die Heirat mit Anna Jagiellonica erfolgte am 1. Mai 1576 durch Stanisław Karnkowski, der auch die Krönung vornahm. Seine Wahl wurde von Litauen, Polnisch-Preußen und Jakub Uchański abgelehnt. Nachdem der neue König mit seinen Gegnern in den Dialog getreten war, erkannten auch die Opponenten seine Herrschaft an.

## Anmerkung
1. ↑  umgangssprachlicher Ausdruck für Kandidaten aus dem Inland, die jedoch nicht aus der Piastendynastie stammen.